# Мулет, Агустин
Агуст́ин Никола́с Му́лет (исп. Agustín Nicolás Mulet; род. 22 февраля 2000, Ломас-де-Мирадор, Буэнос-Айрес) — аргентинский футболист, полузащитник клуба «Индепендьенте».

## Клубная карьера
Мулет — воспитанник клуба «Велес Сарсфилд». 12 декабря 2020 года в матче против «Расинга» он дебютировал в аргентинской Примере. 9 января 2021 года в поединке против «Годой-Крус» Агустин забил свой первый гол за «Велес Сарсфилд». В начале 2023 года Мулет на правах аренды перешёл в «Индепендьенте».